# 洛斯法伊奥斯
洛斯法伊奥斯，是西班牙阿拉贡自治区萨拉戈萨省的一个市镇。 总面积4平方公里，总人口174人（2001年），人口密度44人/平方公里。